# Meschgorje
Meschgorje (russisch Межгорье) ist eine Stadt in der russischen Republik Baschkortostan mit 17.352 Einwohnern (Stand 14. Oktober 2010).

## Geographie
Die Stadt liegt im Südlichen Ural unweit dessen höchster Erhebung Jamantau, etwa 200 km südöstlich der Republikhauptstadt Ufa am Fluss Maly Inser im Flusssystem der Kama, westlich von Belorezk.
Meschgorje ist der Republik administrativ direkt unterstellt und eine der „Geschlossenen Städte“ Russlands. Sie besteht aus den 23 Kilometer voneinander entfernten Siedlungen (jetzt Stadtteilen) Tatly (Татлы) und Solnetschny (Солнечный, früher Kusjelga/ Кузъелга).
Man vermutet hier einen unterirdischen militärischen Komplex, der einen Atomschlag überstehen kann.

## Geschichte
Entstanden etwa 1979 und zunächst mit den Tarnnamen Ufa-105 oder Belorezk-16 bezeichnet, erhielt der Ort 1995 als Meschgorje (russisch meschdu gorami für zwischen den Bergen) Stadtrecht.

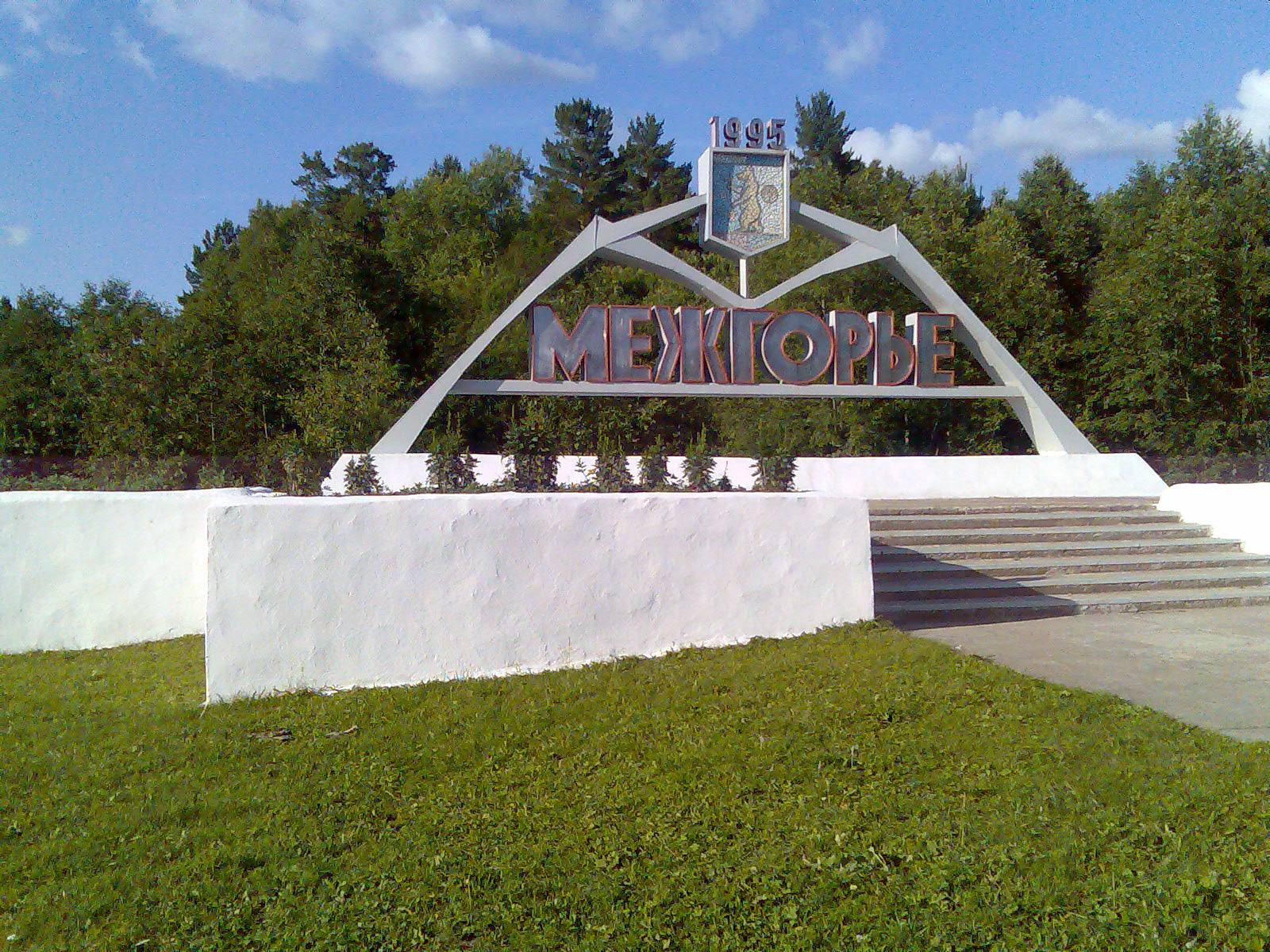
Willkommenszeichen am Ortseingang

Bevölkerungsentwicklung
| Jahr | Einwohner |
| ---- | --------- |
| 2002 | 19.082    |
| 2010 | 17.352    |

Anmerkung: Volkszählungsdaten 

## Söhne und Töchter der Stadt
- Alexander Babtschin (* 1986), Biathlet
- Olga Wiluchina (* 1988), Biathletin
- Maxim Burtassow (* 1989), Biathlet
- Pjotr Paschtschenko (* 1991), Biathlet
- Kirill Komarow (* 1992), Biathlet[2]